# کاروی پالوتائی
کاروی پالوتائی (مجاری: Károly Palotai; ۱۱ سپتامبر ۱۹۳۵ – ۳ فوریهٔ ۲۰۱۸) بازیکن و داور فوتبال اهل مجارستان بود.
از باشگاه‌هایی که در آن بازی کرده‌است می‌توان به باشگاه فوتبال دیوری ای‌تی‌او و فرایبورگر اشاره کرد. وی به‌همراه تیم ملی فوتبال مجارستان در بازی‌های المپیک تابستانی ۱۹۶۴ به مقام قهرمانی دست پیدا کرده‌است.
پالوتایی به‌عنوان داور در جام جهانی فوتبال ۱۹۷۴، ۱۹۷۸ و ۱۹۸۲ حضور داشته‌است.